# Stary Majdan (powiat włodawski)
Stary Majdan – wieś w Polsce położona w województwie lubelskim, w powiecie włodawskim, w gminie Hańsk.
| SIMC    | Nazwa               | Rodzaj    |
| ------- | ------------------- | --------- |
| 0103728 | Ostrowy Kulczyńskie | część wsi |

W latach 1975–1998 miejscowość należała administracyjnie do województwa chełmskiego.
Wieś stanowi sołectwo gminy Hańsk. Według Narodowego Spisu Powszechnego z roku 2011 wieś liczyła 59 mieszkańców.